# Marc de Bel

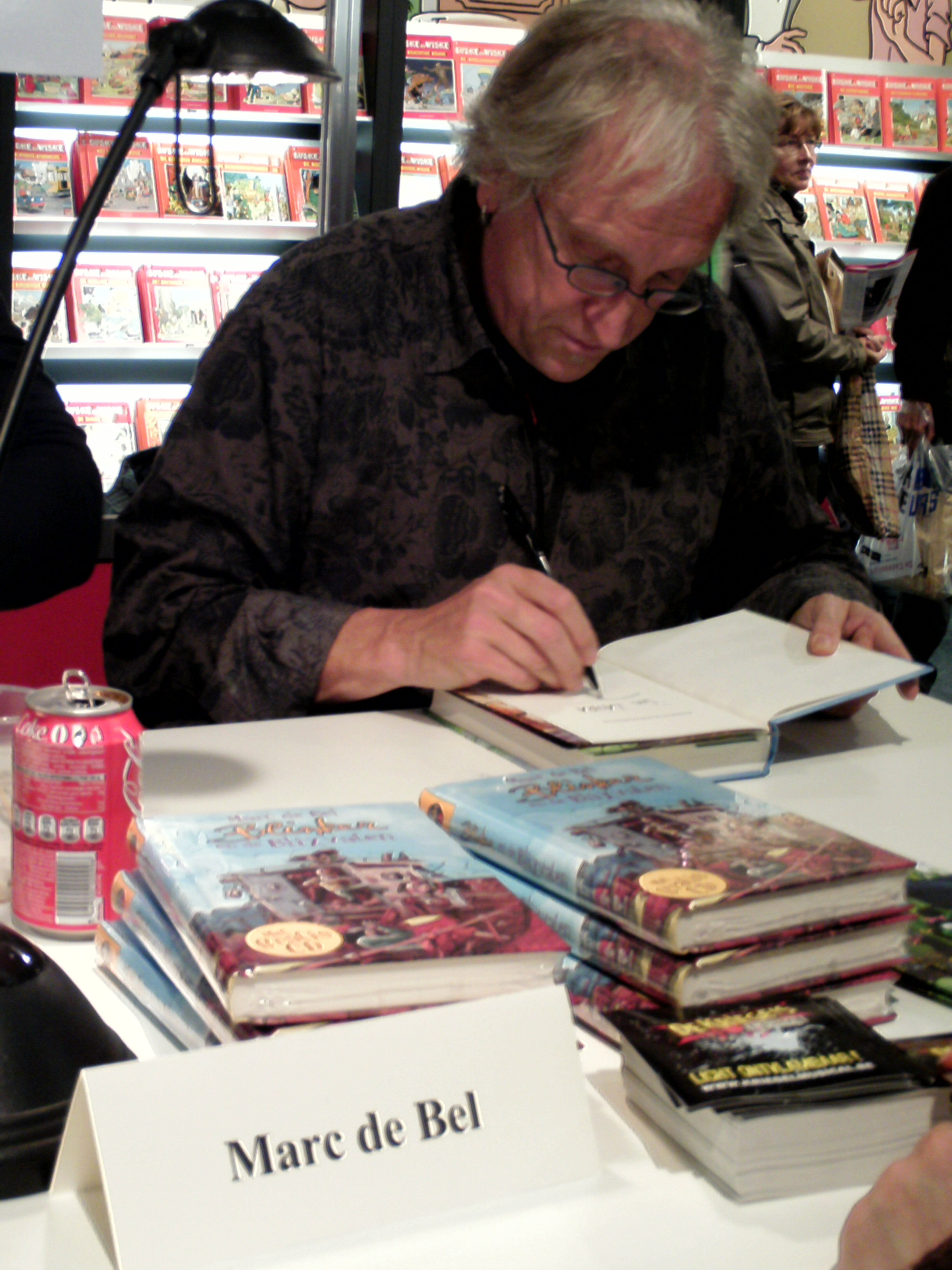
Marc de Bel op de Antwerpse Boekenbeurs

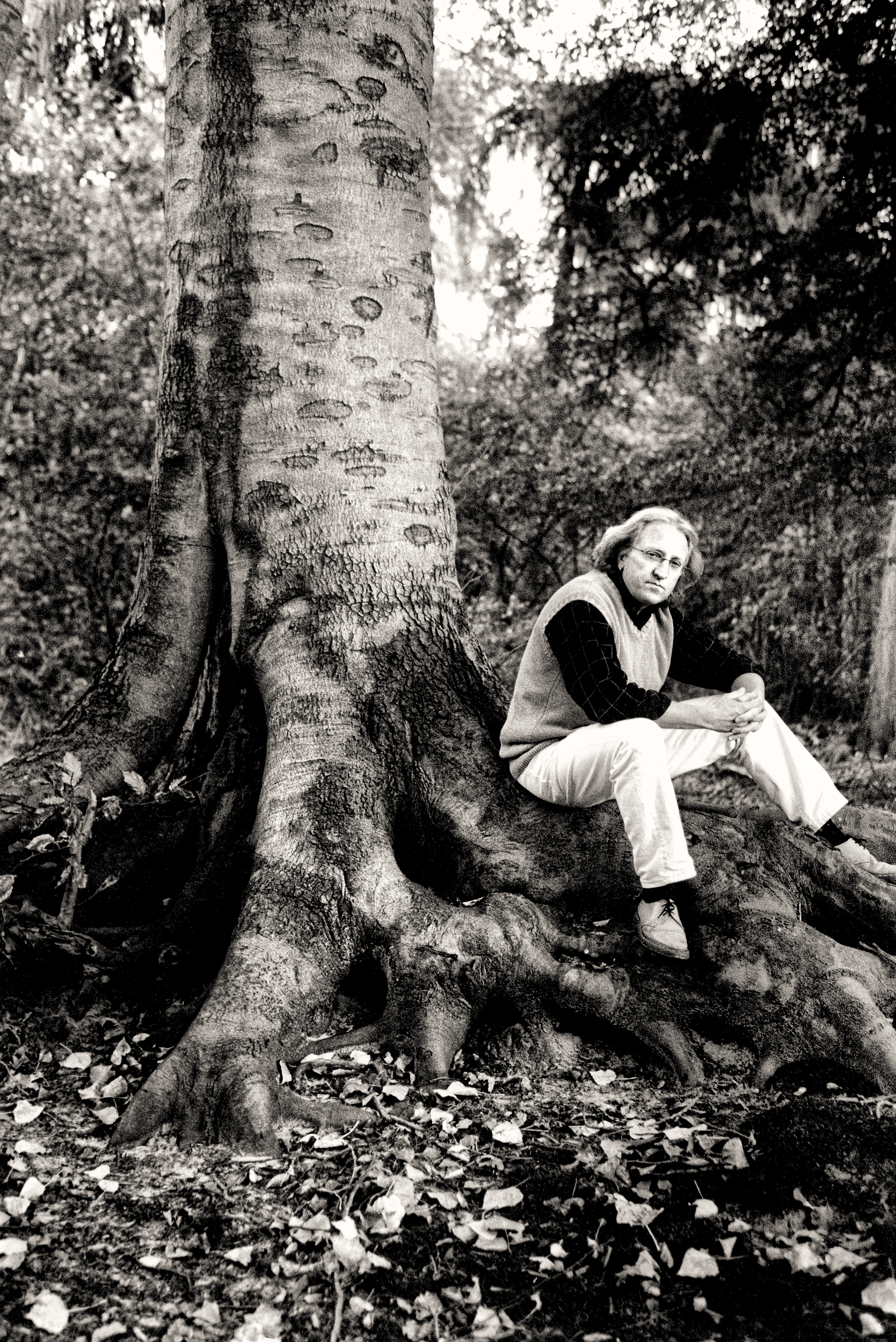
Marc de Bel in 1997

Marc de Bel (Kruishoutem, 7 mei 1954) is een Vlaams jeugdauteur. Voordat hij met zijn schrijverscarrière begon, was hij (van 1974 tot 1983) onderwijzer. Met een van zijn leerlingen, Stedho, maakte hij twee stripalbums, die hij in eigen beheer uitgaf. De Bel werd vervolgens voltijds schrijver. Hij bracht al 206 boeken uit sinds zijn debuut in 1987, Het ei van oom Trotter. Hij is gehuwd en heeft vier kinderen.

### Strips

#### Getekend, Marc de Bel
1. De Zusjes Kriegel
2. Het ei van oom Trotter
3. De formule van tante Kriegel
4. Blinker en de Bakfietsbioscoop
5. Operatie Kriegel
6. De spiegel van Lady Kriegel

#### De zusjes Kriegel
1. De Kriegels in concert!
2. De roep van de duivel
3. De geest van Krigelia
4. American Homevideo
5. De Kriegelwortels
6. Caravan Bonanza
7. Mister Zoblowski
8. De nacht van de vleermuis
9. De spiegel van Lady Kriegel
10. De zusjes Kriegel
11. Operatie Kriegel
12. De kriegels are back!
13. De kriegels are back! het bed van dracula

#### DeBoeboeks
1. Het web van de Suikerspin: Piepel ziek
2. Het web van de Suikerspin: Acht ogen, acht poten
3. De pilletjes van opa Kakadoris: Vliegkriebels
4. De pilletjes van opa Kakadoris: De blauwe droom
5. Soezie Boebie: Kuif en de Knagers
6. Soezie Boebie: Taurik
7. Het Biezebos bedreigd: Taaie Els
8. Het Biezebos bedreigd: Straffe Wiet
9. Het kriebelbellenkanon
10. Generaal Kroets
11. Obus de vuurgeest
12. Hebbert Wezel

(De albums 1-8 zijn eigenlijk vier verhalen die telkens over 2 strips worden verspreid. Vanaf deel 9 zijn het allemaal afzonderlijke strips)

#### Pit en Puf
1. De paarse pimpelmoes
2. De beha-boomhut
3. De buskerbrigade
4. Bonkel Groezel

## Verfilming
De boeken Blinker en de bakfietsbioscoop, Blinker en het Bagbag-juweel, Blinker en de Blixvaten en De zusjes Kriegel zijn verfilmd.

## Prijzen en titels
- 1984 - Laureaat Beste Stripscenario-Prijs van de Stad Kortrijk
- 1984 - Verkozen tot Homo Artisticus Universalamis van Eeklo
- 1984 - Winnaar Stripwedstrijd Europalia
- Diverse prijzen in Cartoonales over de hele wereld
- 1985 - Zilveren Medaille Vlaamse Kindertoneelwedstrijd
- 1987 - Bronzen Medaille Eurocartoonale
- 1988 - Het Gouden Leeskonijn
- 1988 - Prijs van de Kinder- en Jeugdjury voor het boek in Vlaanderen 10 t/m 12 jaar voor Het ei van oom Trotter
- 1990 - Prijs van de Kinder- en Jeugdjury voor het boek in Vlaanderen 10 t/m 12 jaar voor Blinker en de bakfietsbioscoop
- 1992 - Prijs van de Kinder- en Jeugdjury voor het boek in Vlaanderen 10 t/m 12 jaar voor Nikki Nikkel
- 1994 - Prijs van de Kinder- en Jeugdjury voor het boek in Vlaanderen 8 t/m 9 jaar voor Het web van de suikerspin
- 1994 - Prijs van de Kinder- en Jeugdjury Limburg 10 t/m 12 jaar voor De zusjes Kriegel
- 1996 - De Benegoprijs voor Het web van de suikerspin
- 1997 - Prijs van de Kinder- en Jeugdjury Limburg 10 t/m 12 jaar voor De katten van Kruisem
- 1997 - Prijs van de Kinder- en Jeugdjury voor het boek in Vlaanderen 10 t/m 12 jaar voor De monsters van Frankenzwein
- 1998 - Prijs van de Kinder- en Jeugdjury voor het boek in Vlaanderen 8 t/m 9 jaar voor Malus
- 1999 - Prijs van de Kinder- en Jeugdjury Vlaanderen 6 t/m 8 jaar voor Fliks en Flora : een vlinderverhaal uit het oude boek van oma Tinkel
- 2002 - Zilver in de Nederlandse Woord en Beeldprijs
- 2003 - Eerste Inclusieve Griffel voor Blinker en de bakfietsbioscoop
- 2003 - The KidsAward Beste Jeugdauteur
- 2013 - Ridder voor Jeugd, Dieren & Natuur in de Orde van de Eikenboom (door Dr. Jane Goodall)[5]
- 2015 - De Kleine Cervantes voor ULE, ik was veertien in 1914
- 2016 - Tweede Inclusieve Griffel voor METTE
- 2017 - Cultureel Meest Verdienstelijke Oost-Vlaming 2016[6]
- 2017 - Ereburger van Kruishoutem[7]
- 2017 - Nominatie Thea Beckman-prijs voor METTE[8]
- 2017 - Peterschap Warmste Vrijwilliger van Oost-Vlaanderen[9]
- 2017 - Ambassadeur O'de Flandres
- 2017 - Ambassadeur Vogelbescherming Vlaanderen[10]
- 2018 - Cutting Edge Influence Award[11]
- 2018 - Derde prijs van de Kinder- en Jeugdjury 13 t/m 15 jaar voor Nelle, Blankgoud[12]
- 2019 - Nominatie MARIE, codenaam Jeanne voor De Kleine C Cervantes[13]
- 2020 - Ambassadeur van Grootouders voor het Klimaat
- 2022 - Opgenomen in de tentoonstelling "Cartoons from Belgium"
- 2022 - Nominatie Het Dorp van de Zwaluwen voor De Kleine Cervantes 2023
- 2023 - Tweede prijs voor de Leesjury voor Het Dorp van de Zwaluwen

## Theatervoorstellingen
Van deze boeken zijn theatervoorstellingen gemaakt, waarin de auteur telkens ook meespeelde: Bub de badeend, Het ei van oom Trotter, Het boek van Troet, De dromenzuiger van opa Pluizebol, De Ring van Koning Schavelingh en Oom Harry en de Knetterkwabmachine . Daarnaast speelde de auteur een voorstelling met Jan de Smet: Jamajama.
In 2015 werd er ook een musical gemaakt over het boek Blinker. Deze werd opgevoerd door teamjacques
In 2019 werd er ook een musical gemaakt over het boek Het ei van oom Trotter. Deze werd opgevoerd door teamjacques
In 2022 werd er ook een musical gemaakt over het boek Mette. Deze werd opgevoerd door Bohemian Productions.

## Trivia
- In onder andere Blinker en de bakfietsbioscoop speelt het verhaal zich af in Kruisem, een fictief dorp. Op 1 januari 2019 werden de gemeenten Kruishoutem (waar Marc de Bel ook ereburger is) en Zingem gefusioneerd. De bewoners konden toen kiezen uit een vijftal namen; de uiteindelijke keuze viel op Kruisem.
- Marc de Bel is het gezicht van de biochocomelk van Oxfam.
- Ook in het theater is hij vertegenwoordigd, met de voorstellingen van kindertheater Acaboe. Zij spelen onder meer 'Het Grote Boeboeksbal'. Los daarvan worden ook boeken zoals 'Het ei van oom Trotter' en 'Bub de badeend' op de planken gebracht.
- Het leven en werk van Marc de Bel werd ook gewaardeerd door Jasper Van Loy, de nu 31-jarige Oevelaar die dit onderwerp als specialiteit koos voor de VTM-quiz 'Het Verstand van Vlaanderen' en ermee aan het langste eind trok. Later schreven ze samen een boek, 'Het Superkinddrankje'. Jasper werd uiteindelijk ook de auteur van de biografie Belhamel, over het leven en werk van Marc de Bel.
- De zusjes Kriegel, die in zijn boeken een hoofdrol spelen, bestaan ook in het echte leven, in de vorm van een rockgroep.
- De zusjes Kriegel hadden een cameo in het Kiekeboealbum Bij Fanny op schoot (2005).
- Marc de Bel is ambassadeur van Vogelbescherming Vlaanderen.
- Bekroond met de Muze van Sabam 2019.[22]